# Liste der Biografien/Guz
Liste der Biografien |
Portal Biografien |
Personensuche
# |
A |
B |
C |
D |
E |
F |
G |
H |
I |
J |
K |
L |
M |
N |
O |
P |
Q |
R |
S |
T |
U |
V |
W |
X |
Y |
Z |
?
 
Ga |
Gb |
Gc |
Gd |
Ge |
Gf |
Gh |
Gi |
Gj |
Gk |
Gl |
Gm |
Gn |
Go |
Gp |
Gq |
Gr |
Gs |
Gu |
Gv |
Gw |
Gy |
Gz
 
Gua |
Gub |
Guc |
Gud |
Gue |
Guf |
Gug |
Guh |
Gui |
Guj |
Guk |
Gul |
Gum |
Gun |
Guo |
Gup |
Gur |
Gus |
Gut |
Guu |
Guv |
Guw |
Guy |
Guz
Die Liste der Biografien führt alle Personen auf, die in der deutschsprachigen Wikipedia einen Artikel haben. Dieses ist eine Teilliste mit 112 Einträgen von Personen, deren Namen mit den Buchstaben „Guz“ beginnt.

## Guz
- Guz, Andrzej, polnischer Pianist und Musikpädagoge
- Guz, Olifr M. (1967–2020), Schweizer Musiker

### Guza
- Guzajew, Wladimir (* 1952), georgischer Fußballspieler und -trainer
- Guzan, Brad (* 1984), US-amerikanischer Fußballtorwart

### Guzd
- Guzdek, Józef (* 1956), polnischer Geistlicher, römisch-katholischer Erzbischof von Białystok

### Guze
- Güzel, Doğan, kurdisch-türkischer Zeichner, Illustrator und Karikaturist
- Güzel, Galip (* 1987), türkischer Fußballspieler
- Güzel, Hasan Celal (1945–2018), türkischer Politiker
- Güzel, İsmail (* 1986), türkischer Ringer
- Güzel, Lütfiye (* 1972), deutsche Lyrikerin
- Güzel, Mehmet (* 1991), türkischer Sprinter
- Güzelbeyoğlu, Arif Erkin (* 1935), türkischer Musiker und Schauspieler
- Güzeldal, Ali (* 1986), türkischer Fußballspieler
- Güzeldere, Ekrem Eddy (* 1973), politischer Analyst und Journalist
- Güzelırmak, Nevzat (1942–2020), türkischer Fußballspieler und -trainer
- Guzerijew, Michail Safarbekowitsch (* 1958), russischer Unternehmer und PolitikerMichail Safarbekowitsch Guzerijew (* 1958)

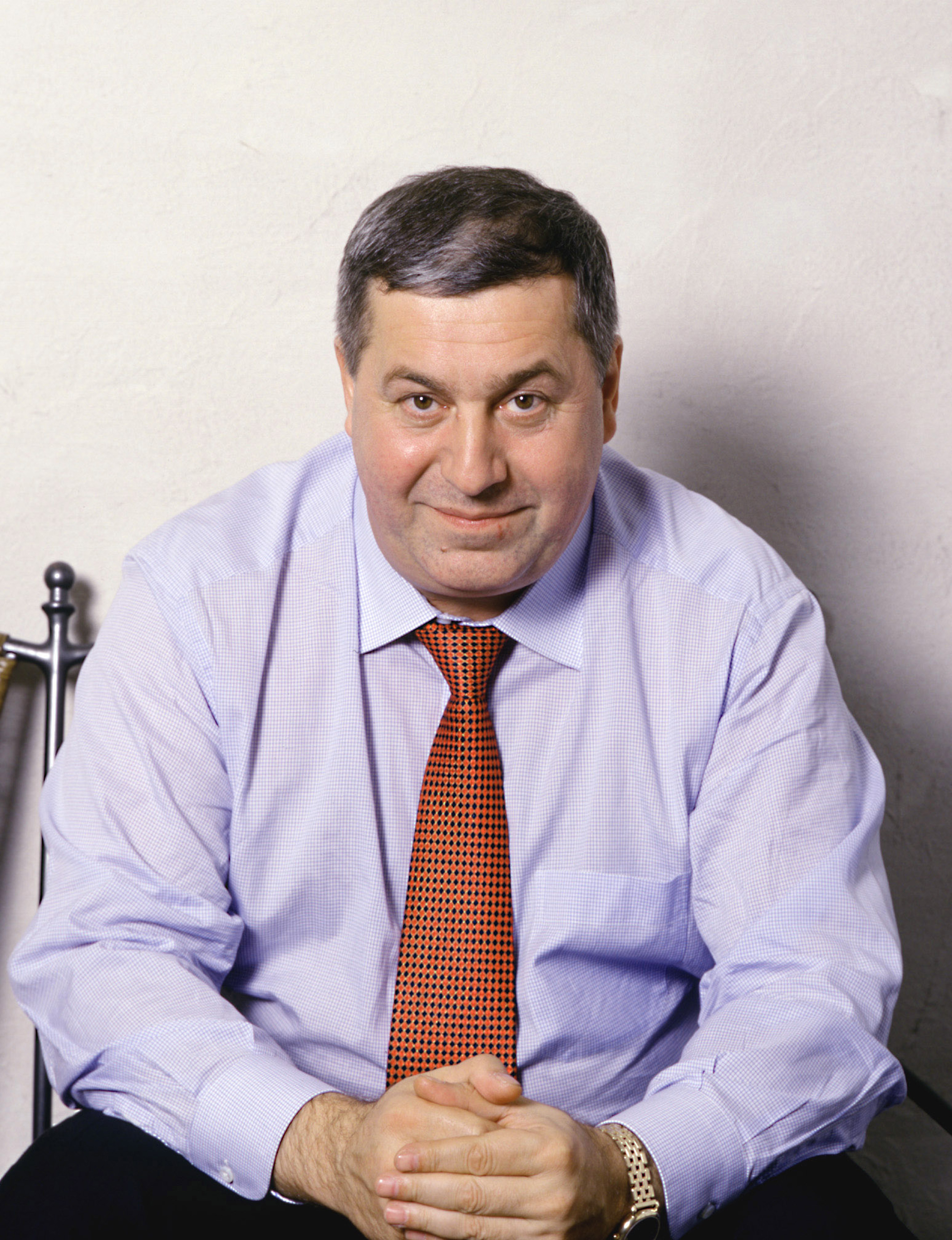
Michail Safarbekowitsch Guzerijew (* 1958)

### Guzg
- Guzganu, Elisabeta (* 1964), rumänische Florettfechterin

### Guzi
- Guzik, Grzegorz (* 1991), polnischer Biathlet
- Guzik, Jake (1886–1956), jüdisch-amerikanischer Mobster
- Guzik, Krystyna (* 1983), polnische Biathletin
- Guzik, Krzysztof (* 1990), polnischer Biathlet
- Guzík, Martin (* 1974), tschechischer Fußballspieler
- Guzikowska, Agnieszka (* 1979), deutsche Schauspielerin
- Guzikowski, Aaron (* 1974), US-amerikanischer Drehbuchautor
- Guzinger, Johann Peter (1683–1773), deutscher Komponist, Kammermusiker und Bratschist

### Guzm
- Guzmán Blanco, Antonio (1829–1899), venezolanischer General und Präsident
- Guzmán de Rojas, Cecilio (1899–1950), bolivianischer Maler
- Guzmán Delgado, Jesús (* 1957), spanischer Radrennfahrer
- Guzmán Esparza, Salvador R. (1888–1962), mexikanischer Botschafter
- Guzmán Fernández, Antonio (1911–1982), dominikanischer Geschäftsmann und Politiker, Präsident der Dominikanischen Republik (1978–1982)
- Guzmán i Martínez, Joan Baptista (1846–1909), spanischer Organist, Komponist, Musikpädagoge und Mönch des Klosters Montserrat
- Guzmán Saballos, Marcial Humberto (* 1965), nicaraguanischer Geistlicher, römisch-katholischer Bischof von Juigalpa
- Guzmán Tirado, María Guadalupe (* 1952), kubanische Virologin
- Guzmán y de la Cerda, María Isidra de (1767–1803), erste Frau in Spanien, die den akademischen Grad eines Doktors erhielt
- Guzmán y Sánchez, José de Jesús (1864–1914), mexikanischer Geistlicher, römisch-katholischer Bischof von Ciudad Victoria-Tamaulipas
- Guzmán, Abimael (1934–2021), peruanischer Anführer der maoistischen Guerilla-Bewegung „Leuchtender Pfad“Abimael Guzmán (1934–2021)

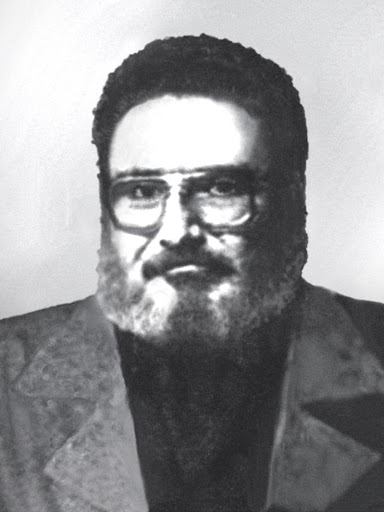
Abimael Guzmán (1934–2021)

- Guzmán, Alejandra (* 1968), mexikanische Sängerin und Filmschauspielerin
- Guzmán, Alexander (* 1985), kolumbianischer Fußballschiedsrichterassistent
- Guzmán, Ana (* 2005), kolumbianische Fußballspielerin
- Guzmán, Antonio (* 1953), spanischer Fußballspieler
- Guzmán, Antonio Leocadio (1801–1884), venezolanischer Journalist und Politiker
- Guzmán, Aquiles (* 1965), venezolanischer Boxer
- Guzman, Benjamin de (* 1945), philippinischer Kommunalpolitiker, Bürgermeister von Davao City (1998–2001)
- Guzmán, Dana (* 2003), peruanische Tennisspielerin
- Guzmán, Daniel (* 1965), mexikanischer Fußballspieler und Trainer
- Guzmán, David (* 1990), costa-ricanischer Fußballspieler
- Guzmán, Fernando (1812–1895), nicaraguanischer Politiker und Präsident (1871–1875)
- Guzmán, Gaspar de, Conde de Olivares (1587–1645), spanischer Premierminister zur Zeit Philipps IV.
- Guzman, Isabel, amerikanische Regierungsbeamtin und Wirtschaftsanwältin
- Guzmán, Jaime (1946–1991), chilenischer Hochschullehrer und Politiker
- Guzmán, Javier (1945–2014), mexikanischer Fußballspieler
- Guzmán, Jesús (1926–2023), spanischer Schauspieler
- Guzmán, Joan (* 1976), dominikanischer Boxer und Normalausleger
- Guzmán, Joaquín Eufrasio (1801–1875), salvadorianischer Politiker, Präsident in El Salvador
- Guzman, Joel, US-amerikanischer Tejano-Akkordeonist
- Guzmán, Jonathan (* 1989), dominikanischer Boxer
- Guzmán, Jonathan de (* 1987), kanadisch-niederländischer FußballspielerJonathan de Guzmán (* 1987)

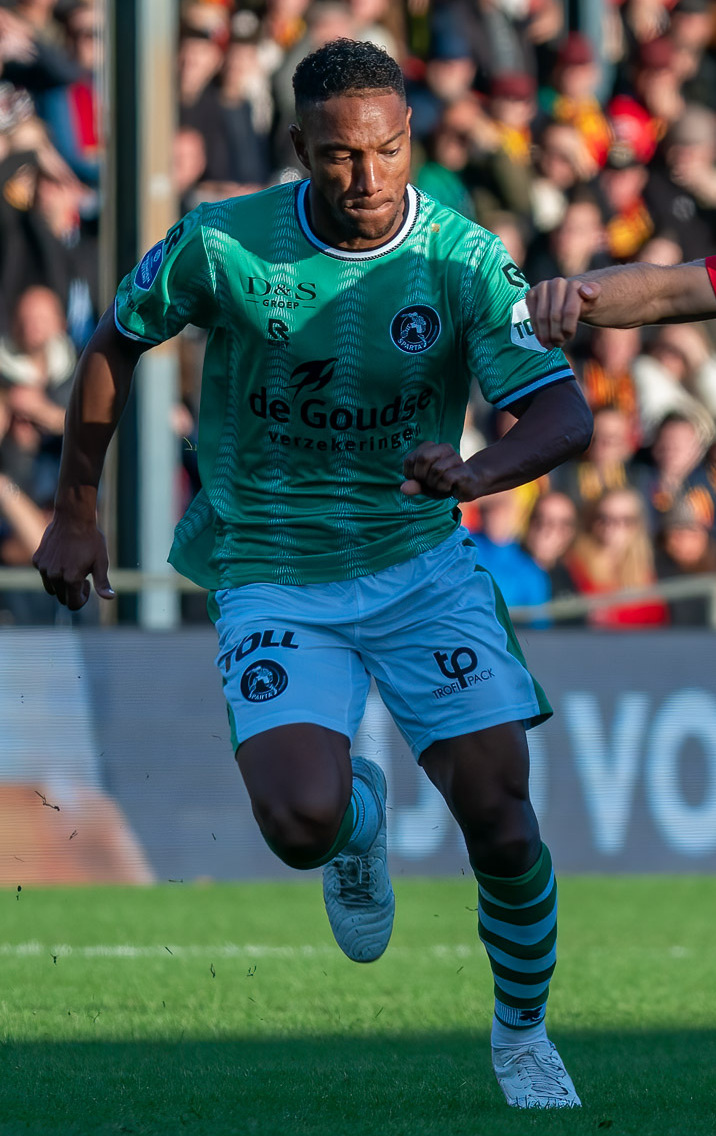
Jonathan de Guzmán (* 1987)

- Guzmán, Juan (1911–1982), deutsch-spanisch-mexikanischer Fotograf und Fotojournalist
- Guzmán, Juan Antonio (1951–2021), dominikanischer Boxer im Halbfliegengewicht
- Guzmán, Juan José (1797–1847), Präsident von El Salvador
- Guzmán, Juan Pablo (* 1981), argentinischer Tennisspieler
- Guzmán, Julian de (* 1981), kanadischer Fußballspieler
- Guzmán, Kinberly (* 2002), mexikanische Fußballspielerin
- Guzmán, Leonor de (1310–1351), Mätresse von König Alfons XI. von Kastilien
- Guzmán, Luis (* 1956), US-amerikanischer SchauspielerLuis Guzmán (* 1956)

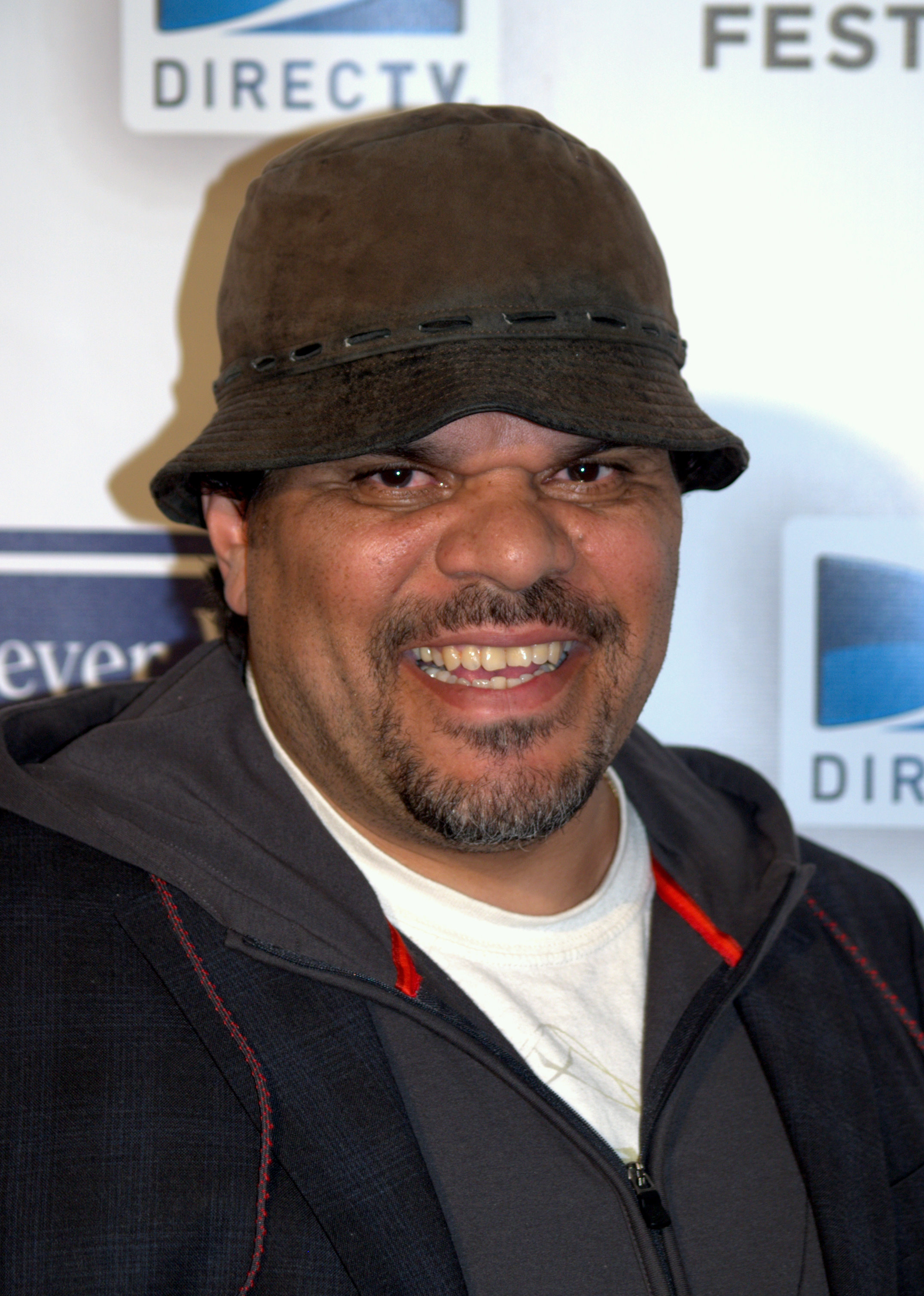
Luis Guzmán (* 1956)

- Guzmán, Martín de, österreichischer Staatsmann und Diplomat
- Guzmán, Martín Luis (1887–1976), mexikanischer Schriftsteller
- Guzmán, Mathías (* 1990), uruguayischer Fußballspieler
- Guzmán, Miguel de (1936–2004), spanischer Mathematikpädagoge
- Guzmán, Nahuel (* 1986), argentinischer Fußballtorhüter
- Guzmán, Nuño Beltrán de († 1544), spanischer Konquistador und Kolonialverwalter in Neuspanien
- Guzmán, Onel de (* 1977), philippinischer Informatiker, Autor des Loveletter-Wurms
- Guzmán, Orihana (* 2007), venezolanische Sprinterin
- Guzmán, Paquito (1939–2021), puerto-ricanischer Salsamusiker
- Guzman, Pato (1933–1991), chilenischer Filmarchitekt und Filmproduzent in Hollywood
- Guzmán, Patricio (* 1941), chilenischer Regisseur und Dokumentarfilmer
- Guzmán, Ramiro (* 1972), uruguayischer Schriftsteller und Musiker
- Guzmán, Ramón (1901–1954), spanischer Fußballspieler und -trainer
- Guzmán, Ricardo (* 1961), mexikanischer Fußballspieler
- Guzmán, Roberto E. (* 1899), mexikanischer Schauspieler, Filmregisseur und Sänger (Tenor)
- Guzman, Ryan (* 1987), US-amerikanischer SchauspielerRyan Guzman (* 1987)

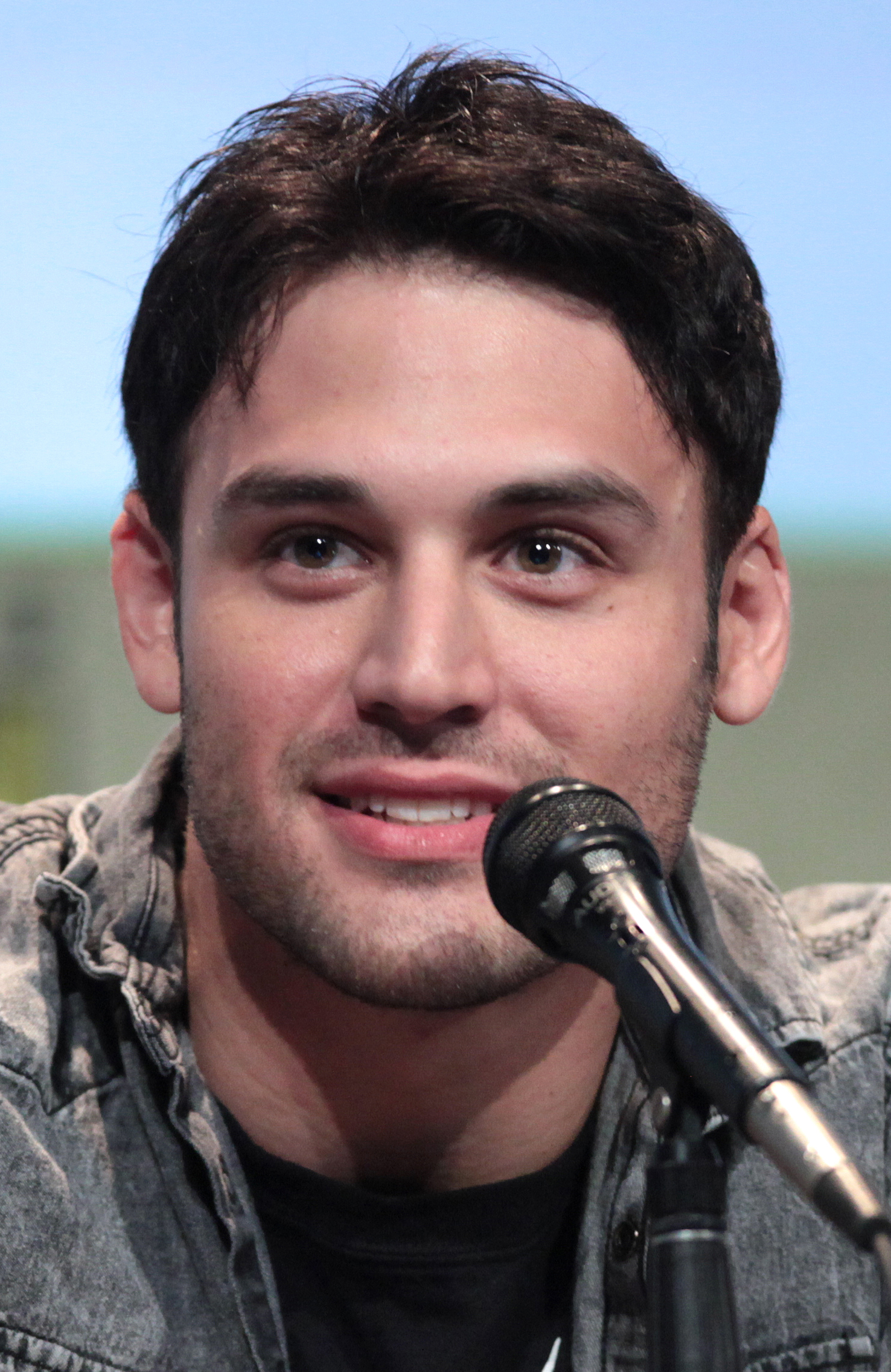
Ryan Guzman (* 1987)

- Guzmán, Solángel (* 1984), kubanische Badmintonspielerin
- Guzmán, Tatiana (* 1987), nicaraguanische Fußballschiedsrichterin
- Guzmán, Tomás (* 1982), paraguayischer Fußballspieler
- Guzmán, Víctor (* 1995), mexikanischer Fußballspieler
- Guzmán, Víctor (* 2002), mexikanischer Fußballspieler
- Guzmics, Richárd (* 1987), ungarischer Fußballspieler

### Guzo
- Guzovsky, Mike, US-amerikanisch-israelischer Anhänger des getöteten Politikers Meir Kahane
- Guzowska, Anna (* 1980), polnische Leichtathletin
- Guzowska, Iwona (* 1974), polnische Kickboxerin und Taekwondoin
- Guzowska, Martyna (* 2003), polnische Leichtathletin
- Guzowska, Paulina (* 2000), polnische Sprinterin

### Guzu
- Guzun, Alexandru (* 1966), moldauischer Fußballnationalspieler

### Guzy
- Guzy, Carol (* 1956), US-amerikanische Pressefotografin
- Guzy, Gideon (* 2003), deutscher Fußballtrainer
- Guzy, Johannes (1873–1945), deutscher römisch-katholischer Priester
- Guzy, Piotr (1922–2018), polnischer Schriftsteller
- Guzy, Stefan (* 1980), deutscher Plakatgestalter, Druckgrafiker, Verleger und Handschriftenforscher

### Guzz
- Guzzanti, Caterina (* 1976), italienische Schauspielerin und Komikerin
- Guzzanti, Corrado (* 1965), italienischer Schauspieler, Komödiant, Satiriker, Regisseur und Drehbuchschreiber
- Guzzanti, Elio (1920–2014), italienischer Arzt und Politiker
- Guzzella, Lino (* 1957), schweizerisch-italienischer Ingenieur
- Guzzetti, Alfred (* 1942), US-amerikanischer Filmemacher
- Guzzetti, César Augusto (1925–1988), argentinischer Politiker und Admiral
- Guzzetti, Damiano Giulio (* 1959), italienischer Ordensgeistlicher, römisch-katholischer Bischof von Moroto
- Guzzi, Carlo (1889–1964), italienischer Konstrukteur und Unternehmer
- Guzzinati, Margherita (1940–1997), italienische Schauspielerin
- Guzzo, Federico (* 2001), italienischer Radrennfahrer
- Guzzo, Patsy (1917–1993), kanadischer Eishockeyspieler
- Guzzone, Sebastiano (1856–1890), italienischer Maler
- Guzzoni, Alfredo (1877–1965), italienischer General, Gouverneur von EritreaAlfredo Guzzoni (1877–1965)

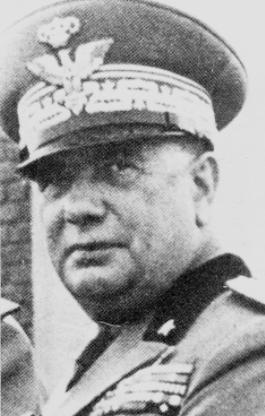
Alfredo Guzzoni (1877–1965)

- Guzzoni, Ute (* 1934), deutsche Philosophin und Hochschullehrerin